# Gredice (distrikt Brčko)
Gredice su naselje u Distriktu Brčko, BiH.

## Stanovništvo
Nacionalni sastav stanovništva 1991. godine, bio je sljedeći:
Ukupno: 303
- Srbi – 168
- Hrvati – 121
- Jugoslaveni – 2
- ostali, neopredijeljeni i nepoznato – 12